# Chema Ruiz
José María «Chema» Ruiz Casares (Santander, 9 de marzo de 1978) es un músico español que fue bajista del grupo de pop rock El Canto del Loco.
Su pasión como bajista empieza en EGB y a los quince años empieza a tocar en grupos. Hasta su llegada a Madrid toca en dos grupos (R. O. y Buzzstation).
Chema Ruiz se une a El Canto del Loco gracias a David Otero. Mientras estudiaba Fisioterapia en la misma universidad que Otero, se entera de que la banda necesita un bajista. Y desde el año 2000 hasta su separación, Chema Ruiz fue uno de los miembros de la banda española. Sus comienzos como bajista y como miembro del grupo no fueron precisamente buenos, pero tras el paso del tiempo, el bajista y la banda lograron colocarse en el ranking de los mejores grupos españoles del pop. Su bajo, el instrumento con el que se desarrollaba en el grupo, es el modelo jazz bass de Fender.
Tras la separación de la banda en 2010, Chema Ruiz trabajó en un proyecto al margen de los antiguos componentes de El Canto del Loco. Su nueva banda (Belgrado) estaba formada además por los músicos cántabros Inés Pardo y Mario de Inocencio, con quienes había coincidido con anterioridad en R O. y Buzzstation, respectivamente. Publicaron un disco en 2010 pero debido a la poca repercusión del grupo, terminaron por separarse. Tras varios años alejado de la música, donde Chema se dedicó al negocio de los vinos, en 2019 se unió como bajista al grupo Salvador Tóxico, participando en la grabación de uno de sus discos. Tras abandonar esta formación, en 2021 presenta su nuevo proyecto en solitario, la banda Trötegalôpe. Con este grupo presenta un par de singles y dos EPs. En 2023 anuncia un cambio de rumbo en el grupo, incorporando nuevos músicos y dándole una vuelta a su sonido. En 2024 presentan su primer album, titulado EGO.

## Filmografía
- El Canto del Loco: la película (2009): Él Mismo.